# Andris Nelsons
Andris Nelsons (Riga, 1978. november 18. –) lett karmester, 2018-tól a Lipcsei Gewandhaus Zenekar 21. karmestere.

## Életpályája
A 2003/2004-es szezonban Andris Nelsons 24 évesen lett a rigai lett nemzeti opera főkarmestere.
A 2014/2015-ös szezon óta Nelsons a Bostoni Szimfonikus Zenekar főkarmestere.
2020. január 1-jén ő vezényelte a Bécsi Filharmonikusok újévi koncertjét.

## Film
- Der Dirigent Andris Nelsons. Genius on Fire. Dokumentumfilm, Németország, 2012, 52 perc., Buch und Regie: Astrid Bscher, Produktion: FritzFilm, WDR, arte, Erstsendung: 21. November 2012 bei arte[11]